# Sulmeck-Greith
Sulmeck-Greith är en tidigare kommun i Österrike. Den ligger i kommunen Sankt Martin im Sulmtal i förbundslandet Steiermark. Kommunen blev en del av Sankt Martin im Sulmtal i samband med kommunreformen i Steiermark 1 januari 2015.
Kommunen bestod av sex orter (Ortschaften) (inom parentes invånarantal 1 januari 2024):

- Dietmannsdorf im Sulmtal (210)
- Gasselsdorf (322)
- Graschach (116)
- Kopreinigg (181)
- Pitschgauegg (104)
- Tombach (325)